# جيم فين
جيم فين (بالإنجليزية: Jim Finn)‏ هو مخرج أمريكي، ولد في 1968 في سانت لويس في الولايات المتحدة.

## وصلات خارجية
- جيم فين على موقع IMDb (الإنجليزية)
- جيم فين على موقع أول موفي (الإنجليزية)
- جيم فين على موقع قاعدة بيانات الفيلم (الإنجليزية)
- جيم فين على موقع كينوبويسك (الروسية)